# Minna Brandes
Charlotte Wilhelmine "Minna" Franziska Brandes, född den 21 maj 1765 i Breslau, död den 13 juni 1788 i Hamburg, var en tysk vokalist och  pianokompositör. Hon var dotter till Johann Christian Brandes och Esther Charlotte Brandes samt Lessings gudbarn. 